# 假性肠梗阻
假性肠梗阻（英語：Intestinal pseudo-obstruction）是一种临床综合征，由肠道推动食物通过的能力严重受损引起。其特征是肠梗阻的症状，但肠腔无任何病变。临床特征与机械性肠梗阻相似，可包括腹痛、恶心、腹胀、呕吐、吞咽困难和便秘，具体取决于所涉及的胃肠道部分。
假性肠梗阻是一种难以诊断的疾病，需要排除任何其他机械性梗阻原因。许多患者在出现其他症状后，在病程后期才被诊断出来。死亡率也很难准确确定。一项回顾性研究估计慢性假性肠梗阻的死亡率在10%到25%之间，并且根据病因的不同而有很大差异。当出现不到六个月时，被诊断为急性假性肠梗阻或奧格維氏症候群；急性偽性大腸阻塞症。超过此时间被认为是慢性的。由于诊断困难，很少有研究试图估计其患病率。
假性肠梗阻可以在任何年龄开始。大多数描述慢性假性肠梗阻的研究是在小儿人群中进行的。其可能是原发性疾病（特发性或遗传性），也可能由另一种疾病引起（继发性）。其可能是无数病因的结果，包括感染性、寄生虫性、自身免疫性、遗传性、先天性、神经性、毒性、内分泌或解剖病理学。
治疗的目标是提供营养支持、改善肠道蠕动和最大限度地减少手术干预。慢性病例中可能会出现小肠细菌过度生长，表现为吸收不良、腹泻和营养缺乏，可能需要使用抗生素。

## 表现
假性肠梗阻的临床特征包括腹痛、恶心、腹胀、呕吐、吞咽困难和便秘。症状取决于所涉及的胃肠道部分和症状持续时间。症状可能会间歇性出现，并持续很长一段时间。由于症状的非特异性，一些患者會多次求診。病情和发病方式視乎疾病是原发性還是继发性的；继发性的話，其基础疾病；以及治疗方案而有所不同。
病情到達晚期，甚至可能已出現肠功能衰竭時，出現的症状包括腹泻、食欲不振、败血症、腹胀、疲劳、低容量状态的迹象以及吸收不良，包括营养缺乏和恶臭的粪便。

## 病因
在原发性假性肠梗阻（大多数慢性病例）中，这种情况是由于肠道移动食物的能力受损所致。这些疾病可約略分为肌病性（影响平滑肌）、间质病性（影响卡哈尔间质细胞）或胃肠道神经病（影响神经系统）。
在某些情况下，似乎存在遗传联系。其中一种形式与微衛星基因DXYS154相关。
继发性慢性假性肠梗阻可由许多其他情况引起，包括：
- 先天性巨結腸症[18]——结肠神经细胞缺失
- 恰加斯病——结肠慢性寄生虫感染，导致神经末梢丧失
- 川崎氏病[19][20]——一种罕见的血管自身免疫性疾病
- 帕金森症[21]——与胃肠道神经退行性变有关
- 自身免疫性疾病——包括系统性红斑狼疮和硬皮病在内的疾病会导致胶原蛋白血管沉积[22]和胃肠动力中断
- 线粒体病[23]——假性肠梗阻是线粒体疾病的已知表现
- 内分泌疾病[4]
- 某些药物[15]

## 诊断

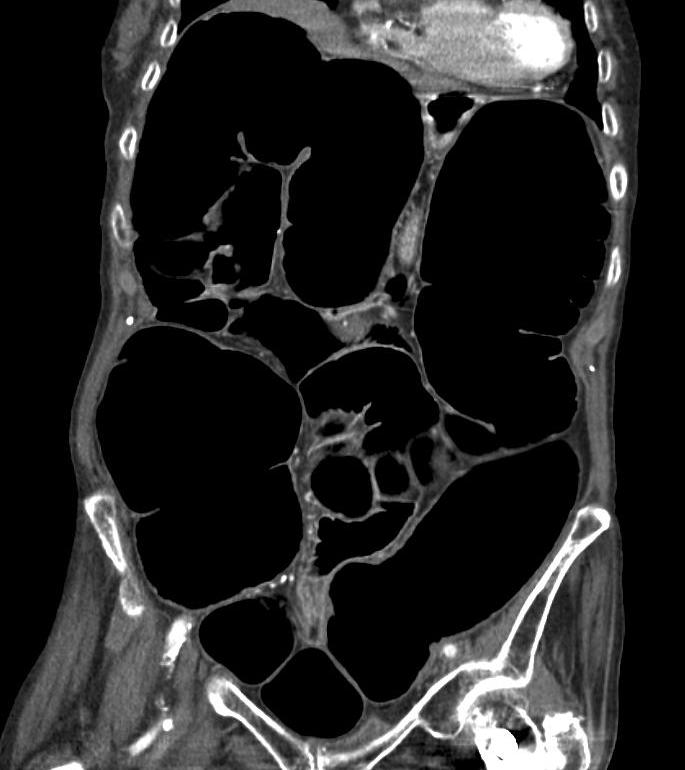
CT扫描显示一位患有假性肠梗阻的老年女性腹部冠状面。

假性肠梗阻的症状是非特异性的。患者反复求診并接受多次检查并不罕见。必须排除肠梗阻是由机械原因所導致的，才能诊断为假性梗阻。还必须尝试确定假性肠梗阻是原发性还是继发性。诊断检查可能包括：
- 胃动力研究
- 影像学研究：
  - X射线——可能显示肠道空气液位（见于真性机械性肠梗阻）

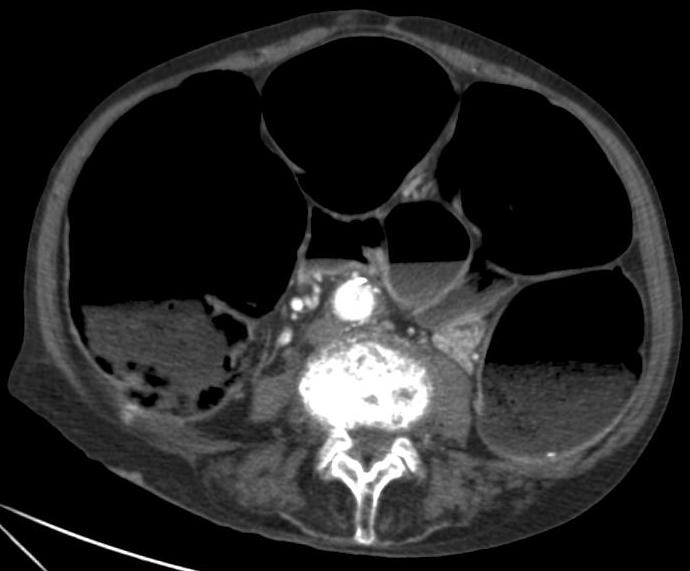
CT扫描显示一位患有假性肠梗阻的老年女性的腹部横截面。

  - CTCT扫描显示一位患有假性肠梗阻的老年女性的腹部横截面。
  - 钡灌肠造影
- 血液检查
- 上下内窥镜检查
- 测压——用于测量食管和胃的压力

## 治疗
假性肠梗阻的治疗旨在消除疾病过程并处理目前的并发症。重点放在疼痛、胃肠道症状、营养缺乏、体液状况、感染控制和改善生活质量的管理上。当慢性假性肠梗阻继发于其他疾病时，应针对潜在疾病进行治疗。严重的慢性假性肠梗阻有时需要手术治疗。

### 药物治疗
普卡必利、溴吡斯的明、甲氧氯普胺、西沙必利、红霉素和奥曲肽是增强肠道动力的药物。
肠道淤滞可能导致细菌过度生长，随后导致腹泻或吸收不良，可用抗生素治疗。
治疗营养不良的方法是鼓励患者避免吃会增加腹胀和难以消化的食物（例如高脂肪和高纤维的食物），少吃多餐（每天5-6顿），重点摄取液体和软性食物。减少摄入難以吸收的糖醇可能是有益的。建议咨询经认证的营养师。如果饮食变化不能满足营养需求和能量需求，则使用肠内营养。许多患者最终需要肠外营养。

### 程序
通过在小口中放置导管进行肠道减压也可用于减少肠道内的扩张和压力。造口可以是胃造口术、空肠造口术、回肠造口术或盲肠造口术。这些可以用来喂食（例如胃造口术和空肠造口术）或冲洗肠道。
结肠造口术或回肠造口术可以绕过位于造口远端的受影响部位。例如，只有结肠受到假性肠梗阻影响時，回肠造口术可能会有所帮助。根据医生的建议，根据肠道受影响区域以及对患者舒适度和儿童未来身体发育的考虑，这两种造口术中的任何一种都通常放置在患者肚脐以下或几厘米处。
如果部分肠道死亡（例如中毒性巨结肠），或存在局部运动障碍，则可能需要完全切除结肠（称为结肠切除术），或切除受影响的结肠部分。
胃和结肠起搏器已经试用过。条带沿着结肠或胃放置，产生放电，以使肌肉以受控方式收缩。
一个潜在的彻底的解决方案是肠移植。仅适用于肠衰竭的情况。手术最常见于小儿慢性假性肠梗阻。

### 潜在治疗
有必要进一步研究其他可能缓解症状的治疗方法。包括干细胞移植和粪便微生物移植。尚未就CIPO对大麻进行研究。任何声称其在CIPO中有效的说法都只是推测性的。

## 相關的疾病及症狀
- 奧格維氏症候群；急性偽性大腸阻塞症（英语：Ogilvie syndrome）：重症衰弱患者出現的急性大腸假性阻塞。
- 先天性巨結腸症：由於自主神經節（英语：Autonomic ganglion）發育不良導致功能性的腸道阻塞擴大。
- 腸神經元發育不良（英语：Intestinal neuronal dysplasia）：一種遺傳性腸道的運動神經元疾病。
- 腸阻塞：機械性或功能性腸道不通，最常見機械性的原因是沾黏、疝氣或腫瘤。